# Cascada de Torc
La Cascada de Torc se encuentra en la base de la montaña Torc, a unos 8 km de Killarney en el condado de Kerry, Irlanda. 
Las caídas son uno de los hitos en el recorrido de 200 kilómetros hasta Kerry, y se encuentran en el Parque Nacional de Killarney. Su fácil acceso y aparcamiento hace que el sitio sea popular entre grupos de excursionistas. Existe además un sendero desde la cascada hasta la cima de la montaña Torc.
En la zona suele verse y oírse al ciervo rojo.